# Єлівка (Анучинський район)
Єлівка (рос. Еловка) — село у Анучинському районі Приморському краю Російської Федерації.
Муніципальне утворення — Анучинський муніципальний округ. Населення становить 228 осіб.

## Історія
Згідно із законом від 6 грудня 2004 року № 177-КЗ у 2004—2019 роках муніципальним утворенням було Анучинське сільське поселення.

## Населення
| 1915 | 2001 | 2002 | 2010 |
| ---- | ---- | ---- | ---- |
| 50   | ↗119 | ↗234 | ↘228 |